# Medina (Misamis Oriental)
Medina is een gemeente in de Filipijnse provincie Misamis Oriental op het eiland Mindanao. Bij de laatste census in 2007 had de gemeente ruim 28 duizend inwoners.

## Geografie

### Bestuurlijke indeling
Medina is onderverdeeld in de volgende 19 barangays:
| - Bangbang - Bulwa - Cabug - Dig-aguyan - Duka - Gasa - Maanas - Mananum Bag-o - Mananum Daan - North Poblacion | - Pahindong - Portulin - San Isidro - San Jose - San Roque - San Vicente - South Poblacion - Tambagan - Tup-on |

## Demografie
Medina had bij de census van 2007 een inwoneraantal van 28.484 mensen. Dit zijn 2.674 mensen (10,4%) meer dan bij de vorige census van 2000. De gemiddelde jaarlijkse groei komt daarmee uit op 1,37%, hetgeen lager is dan het landelijk jaarlijks gemiddelde over deze periode (2,04%). Vergeleken met de census van 1995 is het aantal mensen met 5.165 (22,1%) toegenomen.

De bevolkingsdichtheid van Medina was ten tijde van de laatste census, met 28.484 inwoners op 148,29 km², 192,1 mensen per km².

## Geboren in Medina
- Emmanuel Pelaez (30 november 1915), vicepresident van de Filipijnen (overleden 2003).